# 林荣福
林荣福（英語：Peter Lim， 1954年5月21日—）是一位新加坡企业家，投资者，慈善家和股票经纪人。

## 生平
1954年出生在一个新加坡华人家庭，祖籍福建莆田。毕业于西澳大学，后来从事股票经纪人，1996年他正式成为全职的投资家，投资了丰益国际股票让其资产翻了70倍，达到5亿欧元。2014年以一亿欧元购入巴伦西亚足球俱乐部70.4%的股权，成为俱乐部的新老板。

## 财富
2019年2月《福布斯》杂志将他排名为新加坡富豪榜第十位，拥有财富25亿美元。